# Berta vaga
Berta vaga là một loài bướm đêm trong họ Geometridae.